# Liste der Nummer-eins-Hits in Norwegen (1997)
Diese Liste enthält alle Nummer-eins-Hits in Norwegen im Jahr 1997. Es gab in diesem Jahr elf Nummer-eins-Singles und 21 Nummer-eins-Alben.
| Singles | Alben |
| --- | --- |
| - No Doubt – Don't Speak - 7 Wochen (52/1996 – 6/1997, insgesamt 8 Wochen) - U2 – Discothèque - 1 Woche (7/1997) - No Doubt – Don't Speak - 1 Woche (8/1997, insgesamt 8 Wochen) - En Vogue – Don’t Let Go (Love) - 6 Wochen (9/1997 – 14/1997) - B Real, Busta Rhymes, Coolio, LL Cool J & Method Man – Hit 'Em High (The Monstars' Anthem) - 1 Woche (15/1997) - Espen Lind – When Susannah Cries - 6 Wochen (16/1997 – 21/1997) - Aqua – Barbie Girl - 2 Wochen (22/1997 – 23/1997) - Paradisio – Bailando - 5 Wochen (24/1997 – 28/1997) - Puff Daddy & Faith Evans feat. 112 – I’ll Be Missing You - 10 Wochen (29/1997 – 38/1997) - Elton John – Candle in the Wind 1997 - 6 Wochen (39/1997 – 44/1997) - The Rapsody feat. Warren G & Sissel – Prince Igor - 7 Wochen (45/1997 – 51/1997) - Verschiedene Interpreten – Perfect Day - 7 Wochen (52/1997 – 6/1998) | - Céline Dion – Falling into You - 3 Wochen (51/1996 – 1/1997, insgesamt 7 Wochen; → 1996) - Spice Girls – Spice - 2 Wochen (2/1997 – 3/1997) - No Doubt – Tragic Kingdom - 5 Wochen (4/1997 – 8/1997) - Toni Braxton – Secrets - 1 Woche (9/1997) - Geir Børresen & Smurfene – Smurfehits 2 - 1 Woche (10/1997, insgesamt 4 Wochen) - U2 – Pop - 3 Wochen (11/1997 – 13/1997) - Geir Børresen & Smurfene – Smurfehits 2 - 3 Wochen (14/1997 – 16/1997, insgesamt 4 Wochen) - Barbra Streisand – A Collection Greatest Hits ... And More - 3 Wochen (17/1997 – 19/1997) - Aqua – Aquarium - 8 Wochen (20/1997 – 27/1997) - The Prodigy – The Fat of the Land - 2 Wochen (28/1997 – 29/1997) - Andrea Bocelli – Romanza - 1 Woche (30/1997) - Bob Dylan – The Best Of - 3 Wochen (31/1997 – 33/1997) - Backstreet Boys – Backstreet’s Back - 1 Woche (34/1997) - Oasis – Be Here Now - 4 Wochen (35/1997 – 38/1997) - Seigmen – Radiowaves - 1 Woche (39/1997) - Postgirobygget – Essensuell - 1 Woche (40/1997) - The Rolling Stones – Bridges to Babylon - 1 Woche (41/1997) - Odd Børretzen & Lars Martin Myhre – Vintersang - 3 Wochen (42/1997 – 44/1997) - Bjørn Eidsvåg – På svai - 1 Woche (45/1997) - Spice Girls – Spiceworld - 2 Wochen (46/1997 – 47/1997) - Metallica – ReLoad - 1 Woche (48/1997) - Céline Dion – Let’s Talk About Love - 8 Wochen (49/1997 – 4/1998) |
| | |

Siehe auch: Nummer-eins-Hits 1997 in  Australien, Belgien, Dänemark, Deutschland, Finnland, Frankreich, Irland, Italien, Japan, Kanada, Neuseeland, den Niederlanden, Österreich, Schweden, der Schweiz, Spanien, Ungarn, den Vereinigten Staaten und im Vereinigten Königreich.